# Antrosagittifera corallina
Antrosagittifera corallina är en plattmaskart som beskrevs av Hooge och Tyler 200. Antrosagittifera corallina ingår i släktet Antrosagittifera och familjen Sagittiferidae. Inga underarter finns listade i Catalogue of Life.